# Lex Sempronia agraria
Die Lex Sempronia agraria wurde vom Volkstribun Tiberius Sempronius Gracchus 133 v. Chr. in der Volksversammlung verabschiedet. Das Gesetz war Kern der geplanten Agrarreform des Tiberius Gracchus, die eine Neuverteilung des ager publicus und  die Einhaltung von Obergrenzen für die Okkupation von öffentlichem Staatsland vorschrieb. Zum engsten Reformerkreis des Gracchus, der wohl maßgeblich an der Erstellung des Gesetzes mitgewirkt hatte, gehörten neben seinem Schwiegervater Appius Claudius Pulcher auch Publius Mucius Scaevola und Publius Licinius Crassus Dives Mucianus.

## Ursprung der lex Sempronia agraria
Die Lex Sempronia agraria beruft sich auf ein Ackergesetz, das besagt, dass kein Einzelner oder eine Familie mehr als 500 iugera Ackerland, 100 Stück Großvieh und 500 Stück Kleinvieh besitzen dürfe und dass eine bestimmte Anzahl an freien Bauern auf dem öffentlichen Land beschäftigt werden müsse.
Der Ursprung dieses Ackergesetzes ist in der historischen Forschung noch umstritten. Während einige das Ackergesetz mit den leges Liciniae Sextiae in Verbindung setzen, legen andere Historiker die Regelung des ager publicus (lex de modo agrorum) zeitlich erst nach Ende des Zweiten Punischen Krieges an.

### Die Leges Liciniae Sextiae von 367 v. Chr.
Die Annahme, dass die Bestimmungen der Lex Sempronia agraria auf die Leges Liciniae Sextiae von 367 v. Chr. zurückgehen, ist in der historischen Forschung sehr umstritten. Tibiletti hält ebenfalls wie Niese und Bringmann die Fläche des damaligen ager publicus für zu gering, um eine großzügige Neuverteilung zu ermöglichen, und setzt die Regelung nach Ende des Zweiten Punischen Krieges und der Niederschlagung Karthagos an, weil erst zu diesem Zeitpunkt überhaupt großflächig genügend öffentliches Staatsland zur Verfügung stand. Daher nimmt Tibletti an, dass die Begrenzungen für die Okkupation Einzelner oder Familien im Zeitraum zwischen 201 und 180 v. Chr. anzusiedeln sind.

Innerhalb der Quellen lässt sich bei Appian ein Hinweis finden, der diese These unterstützt und somit gegen die leges Liciniae Sextiae als Urheber der Ackerbestimmungen spricht. Er berichtet über eine Klausel, die besagt, dass eine bestimmte Anzahl freier Männer auf den Gütern des ager publicus zur Überwachung zu beschäftigen seien.

„Zusätzlich trafen sie zwecks Einhaltung des Gesetzes auch noch die Anordnung, dass eine bestimmte Zahl freier Männer auf den Gütern zu verwenden sei, die über die dortigen Vorgänge wachen und Bericht erstatten sollten.“

Es sollten demnach freie Bürger über die Arbeit der Sklaven wachen. Doch Bringmann führt an, dass es im 4. Jahrhundert v. Chr. noch gar nicht so viele Sklaven in Rom gab, deren Einsatz in der Landwirtschaft vielmehr erst nach Ende des Zweiten Punischen Krieges stattfand, als sie verfügbarer waren.

### Der Reformversuch des Gaius Laelius von 140 v. Chr.
Tiberius Gracchus war nicht der erste, der im damaligen römischen Herrschaftsgebiet eine Agrarreform durchzuführen versuchte. Der Konsul Gaius Laelius versuchte sich bereits 140 v. Chr. an einer neuen Ackergesetzgebung. Über den Inhalt des Gesetzes sind keine Überlieferungen vorhanden, doch ist bekannt, dass Laelius mit seinem Vorhaben auf harten Widerstand der Großgrundbesitzer stieß, die in der Mehrzahl Senatoren waren. Als keine Aussicht auf Erfolg bestand, zog Laelius seinen Entwurf zurück und es zeigte sich, dass mit dem Vorhaben einer Agrarreform, gewaltige politische Probleme verbunden waren.

„Es musste nach dieser ersten Stichprobe jedem Politiker bewusst sein, dass er den Bestand der inneren Ordnung Roms in Frage stellt, wenn er jene Probleme aufgriff. Darin liegt die Bedeutung des Reformversuches des Laelius für die Folgezeit.“

## Inhalt

### Der erste Gesetzesentwurf
Die Gesetzgebung des Tiberius Gracchus unterschied sich von den alten Regelungen des ager publicus nicht wesentlich, weshalb sein Gesetz im Kern lediglich verlangte, dass die Bestimmungen zur Okkupation des ager publicus eingehalten werden sollten. Gracchus erweiterte die alte Regelung im Sinne der Großgrundbesitzer, indem er einen Schritt auf sie zu ging. Er erließ ihnen nicht nur Strafverfolgung bei Missachtung der Bestimmungen, sondern garantierte Entschädigungszahlungen für mögliche Enteignungen durch die eingesetzte Ackerkommission. Des Weiteren wurde die Grenze von 500 iugera Land auf 1.000 iugera aufgestockt (500 iugera für den pater familias und je 250 iugera für einen Sohn).
Eine weitere Modifikation der alten Bestimmung ist der Wegfall der Klausel, die eine Mindestanzahl an freien Bauern vorschreibt. Diese Änderung wird mit den Erfahrungen der Sklavenaufstände in Sizilien erklärt. Demnach ging Tiberius Gracchus wohl davon aus, dass keinem Großgrundbesitzer vorgeschrieben werden müsste, seine Sklaven zu überwachen, denn diese hätten längst die Notwendigkeit einer Überwachung durch freie Bauern eingesehen. Ein weiterer wichtiger Zusatz war, dass das neu an die Kleinbauern verteilte Land nicht veräußert werden durfte, wodurch den Großgrundbesitzern die Möglichkeit genommen wurde, ihre enteigneten Ländereien zurückzukaufen. Ausweislich der Quellenlage bewertet Plutarch das Ackergesetz des Tiberius Gracchus als mild, schonend und vernünftig. Die Anerkennung der lex Sempronia agraria im Volk lässt ebenfalls darauf schließen, dass sich die Reform inhaltlich – anfangs – nicht an der politischen Tradition der Republik aufrieb.

„Und in der Tat ist wohl niemals ein milderes und gemäßigteres Gesetz gegen ein solches Übermaß an Unrecht und Habgier ergangen. Es verlangte von denen, die von Rechts wegen für ihren Ungehorsam hätten bestraft werden und nur gegen eine Geldbuße die so lange widerrechtlich bebauten Felder hätten herausgeben müssen, nichts weiter, als dass sie ihren unrechtmäßigen Besitz an die hilfsbedürftigen Bürger abtreten und dafür noch eine Entschädigung bekommen sollten.“

### Der zweite Gesetzesentwurf
Nachdem Marcus Octavius durch seine Interzession den Gesetzesantrag blockiert hatte, änderte Tiberius seinen ursprünglichen Entwurf.

„Er [Marcus Octavius] trat Tiberius entgegen und erhob Einspruch gegen das Gesetz. Bei den Volkstribunen aber gilt dessen Meinung, der sein Veto einlegt, und selbst die Mehrheit vermag nicht auszurichten, wenn einer Einspruch erhebt. Erbittert zog Tiberius das milde Gesetz zurück und brachte ein neues ein, das für das Volk noch vorteilhafter, für die Schuldigen dagegen viel härter war: darin forderte er sie sogar auf, ihren Besitz unverzüglich abzutreten, den sie sich früher ungesetzlich angeeignet hätten.“

Plutarchs Aussage zeigt die Reaktion des Tiberius Gracchus auf die Interzession des Marcus Octavius. Anscheinend war im ersten Entwurf entweder eine schrittweise oder zumindest eine über einen längeren Zeitraum stattfindende Reform des ager publicus geplant. Plutarch schreibt, dass Gracchus in seinem neuen Entwurf eine sofortige Rückgabe des zu Unrecht angeeigneten Staatslandes forderte. Somit verschärfte sich der Dissens zwischen Senat und Tiberius Gracchus auf inhaltlicher Ebene des Ackergesetzes, der schließlich mitverantwortlich für die Ereignisse im Sommer auf der Volksversammlung von 133 v. Chr. war, in deren Verlauf Gracchus und zahlreiche seiner Anhänger den Tod fanden. Dennoch konnte nach der Absetzung des Marcus Octavius als Volkstribun durch Tiberius die Lex Sempronia agraria die Volksversammlung vorerst passieren und wurde damit rechtskräftig.

## Probleme des Gesetzes
Obwohl sich das Gesetz an alten Bestimmungen und dem allgemeinen Gewohnheitsrecht orientierte und der erste Entwurf durchaus das Potenzial für eine Kompromisslösung hergab, standen dem Vorhaben des Tiberius drei wesentliche Probleme gegenüber:
1. Die Besitzverhältnisse der Grundbesitzer waren unklar, so dass echter Privatbesitz sich nicht mehr klar vom ager publicus trennen ließ.
2. Die Großgrundbesitzer hatten viel Geld in das Land investiert und die angekündigte Entschädigung aus dem ersten Entwurf hätte wahrscheinlich nur einen geringen Teil der Kosten erstatten können.
3. Die Frage nach der Akzeptanz der Reform ist ungeklärt: Wollten die landlosen Bauern überhaupt wieder auf das Land zurück? Anscheinend war dies nicht der Fall, denn viele Kleinbauern, die Neuland zugeordnet bekamen, verkauften ihre Höfe wieder, sobald sie dazu das Recht und die Möglichkeit hatten.[12]